# Aghali Alishov
Aghali Alishov (geboren am 30. Juni 1986 in Aserbaidschan als Ağali Alışov; bekannt in Deutschland als Alion Stolz) ist Profiboxer, EBA (WBA) Europameister, GBA-Deutscher Meister.

## Leben
Im Jahr 1998 begann Alishov mit dem Kickboxen. In dieser Sportart gewann er mehrere internationale Turniere und wurde 2001 Eurasia-Meister und Europameisterschaft in diesem Sport. Nach dem Sieg zog er sich einige Jahre aufgrund finanzieller Probleme aus dem Sport zurück. 2004 ging er nach Russland und fing in Moskau mit dem Boxsport an und wurde schnell Profi. 2007 unterschrieb er einen Vertrag bei einem Boxclub in der Ukraine und zog dorthin. Er boxte für Union Boxing Promotion und K2 Klitschko Promotion. Von Mai 2009 bis Juli 2010 musste Agali Alishov verletzungsbedingt aussetzen. Obwohl Ärzte seine Sportlerkarriere als beendet ansahen, trainierte er sich mittels – so sagt er – „Mentaltrainings“ „gesund“. Seit 2015 lebt er in Deutschland und setzt dort seine Karriere fort.

## Boxen
Alishov bestritt seine wichtigen Kämpfe ab 2011. Er hat 30 Kämpfe und 23 Siege 2 gleich 5 Läsion (17 von diesen vorzeitig durch K. o.)
- 2004: siegte er bei seinem ersten Profi-Kampf gegen den usbekischen Boxer Nodir Holnazarov
- 2006: gewann er seinen zweiten Profi-Kampf über 6 Runden gegen den ukrainischen Boxer Igor Petrov
- 2006: bestritt er einen Kampf gegen den russischen Boxer Vyacheslav Polyahova und gewann diesen vorzeitig in der dritten Runde durch K.O
- 2007: Sieg durch KO in der fünften Runde gegen den russischen Boxer Igor Durova
- 2007: Sieg durch KO in der ersten Runde gegen den armenischen Boxer Arut Khachartyan
- 2008: Sieg durch KO in der dritten Runde gegen Ruslan Povlenkoy
- 2008: Sieg durch KO in der ersten Runde gegen den ukrainischen Boxer Vitaliy Charkin
- 2008: Sieg durch KO in der sechsten Runde gegen Mykhayil Ihnatuk
- 2008: Sieg durch Punkte gegen den ukrainischen Boxer Dmytro Bohachuka
- 2008: Sieg durch KO in der dritten Runde gegen den ukrainischen Boxer Oleksandr Nosikov
- 2009: Sieg durch KO in der zweiten Runde gegen Ruslan Pavlus
- 2010: Sieg durch KO in der ersten Runde gegen Rustem Timiyev
- 2011: Ukrainischer Meister durch KO-Sieg in der sechsten Runde gegen Roman Konavalov
- 2011: Sieg in der zweiten Runde gegen den tschechischen Boxer Zosef Holub
- 2011: WBA-Europameister durch Punktesieg über 12 Runden gegen Nugzar Margeraschvili in Baku
- 2012: Sieg durch KO in der zweiten Runde gegen Oleksandr Litva
- 2013: Sieg Punkte gegen den armenischen Boxer Ruben Movsesiyan
- 2013: Sieg durch Punkte gegen Anzor Gamgebeli in Minsk
- 2013: Sieg durch Ko in der zweiten Runde gegen Konstantin Novoselduk